# Печера Думка
Печера Думка(також Печера Під Думкою) - велика природна карстова порожнина, що розташована на околицях с.Соколівка, Івано-Франківська область.                                                    

## Опис
Печера має вигляд горизонтальної печери з величезним входом-галереєю і закладена в гіпсовій товщі, має лінійно-горизонтальну будову і розпочинається обвальним залом.
Під вхідним бриловим навалом починається нижній ярус, вузький звивистий хід завдовжки приблизно 12 метрів. На склепінні та стінах порожнини спостерігаються друзи гіпсових кристалів та сталактити.
Температура всередині печери цілий рік постійна і стабільна та становить 13–15 градусів, вологість - помірна.

## Історія
В 1992 році дочлідники в печері виявили крем’яні вироби та кістки північного оленя та часів доби Палеоліту.